# 渡辺美奈代 ピンクのケチャップ
『渡辺美奈代 ピンクのケチャップ』（わたなべみなよ ピンクのケチャップ）は、1987年10月12日から1988年4月7日まで文化放送で放送されていたラジオ番組。パーソナリティは渡辺美奈代。文化放送ではナイターオフ期限定夜ワイド番組『15はドキドキ ピンクコング』のフロート番組として放送。

## 概要
ニッポン放送で1987年4月から6か月間放送されていた『渡辺美奈代 背のびしてルージュ』が終了した後、ラジオのレギュラー番組の場を文化放送に移してスタートした番組。文化放送において本番組が内包されていた番組『15はドキドキ ピンクコング』と同様に、中学生を対象リスナー層の中心としていた。
この番組は「喜怒哀楽をはっきりしようよ！」ということを主なテーマとしてスタートした。はがきの募集は各コーナー宛の他、学校での出来事に関するものや悩み事相談など多方面にわたっていた。
この番組でも『背のびしてルージュ』から継続して、毎回エンディングには「CHAO!」とあいさつしていた。これについて渡辺本人は、「番組の最後が『さよなら』じゃ、何かもう二度と会えない感じで寂しいし、あまり好きじゃないんです。でも『CHAO』なら「また明日会おうね」みたいな感じで、何かとっても暖かいんです」といったことを話しており、そのためリスナーからのはがきの文も「CHAO」で始まったり終わったりしているものが多かったという。
1988年に入ってから、はがきを読まれたリスナーに番組特製テレホンカードがプレゼントされていた。
1988年4月7日で終了後間もなくして、ラジオのレギュラーの場を再びニッポン放送に戻し、『SONY Night Square 渡辺美奈代 恋はちょっぴり』がスタートしている。

## 主なコーナー
わかっちゃいるけどこれだけは
- リスナーから「どうしてもやめられないこと」「我慢できないこと」などの話を募集。「（これに関するエピソードを）美奈代も言うから、みんなも告白しよう」という趣旨のコーナー[1]。

怒りハガキ
- 口では言えなくても、はがきでなら言えるといったような怒りエピソードを募集[1]。

私が15～16歳の頃は
- 渡辺自身も中学生時代を振り返りながら、リスナーからの失敗談やドジ話など様々なエピソードのはがきを紹介していた[1]。

クイズ・ピンクショック
- 問題内容はほとんど渡辺自身に関するもの。出演希望の中から選ばれたリスナーは電話で挑戦し、全問正解すると渡辺による電話越しの「チュッ」がもらえた[4]。

DOKIDOKIの月曜日
- リスナーから、自分のドキッとした体験談を募集して紹介[4]。
他

## 放送されていた局
- 文化放送（制作局）
  - 月曜 - 金曜 20:10頃 - 20:20頃[1]

### ネット局
- 九州朝日放送：月曜 - 金曜 20:10頃 - 20:20頃 （『15はドキドキ ピンクコング』を全編ネットしていたため、この番組も同時ネット。）
- 山梨放送：月曜 - 金曜 21:10 - 21:20[注釈 1]
- 宮崎放送：月曜 - 金曜 21:10 - 21:20[注釈 1]